# Kiton
Kiton ist ein Unternehmen der Textilindustrie im Luxussegment, das auf Maßschneiderei spezialisiert ist. Es wurde 1956 von Ciro Paone und Antonio Carola in Neapel gegründet. Der eigentliche Name des Unternehmens lautet „Ciro Paone S.p.A.“. Das Unternehmen tritt jedoch meist unter dem Markennamen „Kiton“ auf. Dieser Name kommt vom altgriechischen Chiton.

## Geschichte
Firmengründer Ciro Paone entstammt einer neapolitanischen Stoffhändlerfamilie und arbeitete bereits in jungen Jahren im elterlichen Betrieb mit. Im Jahr 1956 gründete er seine eigene Firma. Die Marke wurde 1968 auf den Markt gebracht. Das Unternehmen wird von Paones Neffen, Antonio De Matteis, geleitet.

## Wirtschaftliche Struktur und Unternehmensleitung
Kiton ist eine Aktiengesellschaft. Im Jahr 2011 wurde ein Umsatz von 80 Millionen Euro erzielt. Der Chief Executive Officer, also der Geschäftsführer, des Unternehmens ist Antonio De Matteis. Antonio Paone ist zuständig für Kiton USA. Beide sind Neffen des Mitbegründers Ciro Paone.

## Anzüge
Das Unternehmen produzierte im Jahr 2007 etwa 20.000 Anzüge. Kiton beschäftigt rund 330 Schneider.
Es gibt zwei Linien für Konfektionsanzüge: die klassische Linie und die 2010 eingeführte CIPA 1960-Linie.
Maßgeschneiderte Anzüge reichen preislich von 10.000 bis hin zu 40.000 € für die „K-50“-Linie, deren Namen aus den Arbeitsstunden pro Stück sowie von der Anzahl gefertigter Exemplare pro Jahr rührt.

## Weitere Produkte
Das Unternehmen bietet darüber hinaus Mäntel, Jacken, Hemden, Accessoires, Hosen, Jeans und Schuhe an. Neben der Herren- gibt es auch eine Damenlinie mit vergleichbarem Portfolio. Die Parfüme von Kiton sind Marken der Estée Lauder Companies.

## Filialen
Kiton besitzt Filialen in Aserbaidschan, China, England, Frankreich, Deutschland (Düsseldorf, Hamburg, Köln, München), Hong Kong, Italien, Österreich, Russland, Saudi-Arabien, Schweiz, Singapur, Südkorea, Ukraine, in den Vereinigten Staaten, den Vereinigten Arabischen Emiraten sowie in Usbekistan. Kiton ist außerdem bei bestimmten Einzelhändlern erhältlich, wie etwa Bergdorf Goodman, Saks Fifth Avenue oder Degand.

## Schneiderschule
Ciro Paone gründete in der Nähe der Kiton-Fabrik in Arzano, einem Vorort von Neapel, eine Schneiderschule. Die einzigen „Maschinen“, die zum Einsatz kommen, sind Nadeln, Nähringe und Scheren.